# Federazione pallavolistica del Ruanda
La Federazione ruandese di pallavolo (fra. Fédération Rwandaise de Volleyball, FRVB) è un'organizzazione fondata per governare la pratica della pallavolo in Ruanda.
Organizza il campionato maschile e femminile, e pone sotto la propria egida la nazionale maschile e femminile.
Ha aderito alla FIVB nel 1978.